# Elecciones municipales de Somalilandia de 2021
El 31 de mayo de 2021 se celebraron elecciones de alcaldes y consejos de distrito locales en Somalilandia junto con elecciones parlamentarias, después de múltiples retrasos. El 12 de julio de 2020, los principales partidos políticos de Somalilandia llegaron a un acuerdo histórico para garantizar elecciones oportunas y avanzar en los preparativos para las elecciones. Las negociaciones entre los partidos y la Comisión Nacional Electoral se concretaron en la fecha más temprana posible en la que ésta consideró que tendría tiempo suficiente para preparar los comicios.

## Número de votantes
1.065.847 personas registradas para votar en las elecciones locales de Somalilandia. 552 candidatos compitieron por 220 escaños.

## Resultados

### General

Los 18 distritos de Somalilandia

Los resultados preliminares mostraron que Kulmiye ganó una pluralidad de escaños con Waddani muy cerca, mientras que UCID quedó en tercer lugar. De los 220 concejales locales elegidos, 217 eran hombres y 3 mujeres.
|  | 38.99 % |

|  | 37.83 % |

|  | 23.18 % |

|  | 100 % |

|  | 64.69 % |

### Por distrito
| Distrito    | Partido                     | Partido                     | Partido                     | Total                       |
| ----------- | --------------------------- | --------------------------- | --------------------------- | --------------------------- |
| Distrito    | UCID                        | Kulmiye                     | Wannadi                     | Total                       |
| Erigabo     | 2                           | 5                           | 6                           | 13                          |
| Las Anod    | 3                           | 5                           | 5                           | 13                          |
| Salahlay    | 3                           | 4                           | 2                           | 9                           |
| Garadag     | 2                           | 4                           | 3                           | 9                           |
| Oodweyne    | 1                           | 4                           | 6                           | 11                          |
| Lughaya     | 2                           | 5                           | 2                           | 9                           |
| Zeila       | 3                           | 4                           | 4                           | 11                          |
| Baligubadle | 2                           | 4                           | 3                           | 9                           |
| Baki        | 1                           | 3                           | 5                           | 9                           |
| Sheikh      | 3                           | 3                           | 3                           | 9                           |
| Aynaba      | 3                           | 4                           | 2                           | 9                           |
| Hudun       | 0                           | 7                           | 2                           | 9                           |
| Taleh       | 0                           | 6                           | 3                           | 9                           |
| Buhotle     | 2                           | 4                           | 5                           | 11                          |
| El Afweyn   | 3                           | 5                           | 3                           | 11                          |
| Borama      | 3                           | 5                           | 5                           | 13                          |
| Burao       | 4                           | 4                           | 5                           | 13                          |
| Berbera     | 3                           | 6                           | 4                           | 13                          |
| Gabiley     | 4                           | 5                           | 4                           | 13                          |
| Hargeisa    | 4                           | 6                           | 7                           | 17                          |
| Las Khorey  | No se celebraron elecciones | No se celebraron elecciones | No se celebraron elecciones | No se celebraron elecciones |
| Total       | 48                          | 93                          | 79                          | 220                         |